# Улатюшка
Улатюшка — река в России, протекает по Александровскому району Томской области. Правый приток Оби. Устье реки находится в 4 км по правому берегу протока без названия № 3554. Длина реки составляет 14 км.

## Данные водного реестра
По данным государственного водного реестра России относится к Верхнеобскому бассейновому округу, водохозяйственный участок реки — Обь от впадения реки Васюган до впадения реки Вах, речной подбассейн реки — Васюган. Речной бассейн реки — (Верхняя) Обь до впадения Иртыша.
Код объекта в государственном водном реестре — 13010900112115200035593.